# Roger Zelazny
Roger Joseph Zelazny (13 de maio de 1937 - 14 de junho de 1995) foi um poeta e escritor americano de contos e romances de fantasia e ficção científica, mais conhecidos por As Crônicas de Âmbar. Ele ganhou o Prêmio Nebula três vezes (entre 14 indicações) e o Prêmio Hugo seis vezes (também entre 14 indicações), incluindo dois Prémio Hugo para romances: o romance seriado ...E Chama-me Conrado (1965), publicado posteriormente sob o título Este Imortal (1966) e depois o romance Senhor da Luz (1967).